# 魏攸
魏攸，東漢末期人物，劉虞部下，東曹掾，右北平人。劉虞與公孫瓚因對外族的政見不同而日益磨擦。劉虞欲討伐公孫瓚時作勸阻，因其認為公孫瓚尚有利用價值，故此劉虞暫停討伐公孫瓚的打算。魏攸死後，劉虞忍無可忍下攻擊公孫瓚，受公孫瓚反擊潰敗被斬。